# Binjamina-Giwat Ada
Binjamina-Giwat Ada (hebr. בנימינה-גבעת עדה; arab. الخضيرة; ang. Binyamina-Giv'at Ada) – samorząd lokalny położony w dystrykcie Hajfa, w Izraelu.

## Położenie
Leży na równinie Szaron, w otoczeniu miasta Or Akiwa, miasteczek Zichron Ja’akow, Kafr Kara i Pardes Channa-Karkur, moszawów Bet Chananja, Awi’el i Giwat Nili, kibuców Regawim, Kefar Glikson i Miszmarot, oraz strefy przemysłowej Cezarei.

## Historia
Osada Giwat Ada została założona w 1903 roku przez żydowskich imigrantów z Europy. Nazwano go na cześć jednego z członków rodziny Rothschildów. Był to typowy rolniczy moszaw, który w 1949 roku otrzymał status samorządu lokalnego. Natomiast osada Binjamina została założona w 1922 roku. Nazwaną ją na cześć barona Edmunda Jamesa de Rothschilda (1845-1934), który przez wiele lat wspierał żydowskie osadnictwo w Palestynie. W 1950 roku osada otrzymała status samorządu lokalnego. Obecne miasto powstało w 2003 roku w wyniku połączenia osiedli Binjamina z sąsiednim moszawem Giwat Ada.

## Demografia
Zgodnie z danymi Izraelskiego Centrum Danych Statystycznych w 2008 roku w osadzie żyło 11,6 tys. mieszkańców.
Populacja osady pod względem wieku (dane z 2006):
| Wiek (w latach) | Procent populacji w % |
| --------------- | --------------------- |
| 0-4             | 11,0%                 |
| 5-9             | 10,2%                 |
| 10-14           | 9,0%                  |
| 15-19           | 6,8%                  |
| 20-29           | 11,1%                 |
| 30-44           | 26,0%                 |
| 45-59           | 16,1%                 |
| ponad 60        | 9,8%                  |

Źródło danych: Central Bureau of Statistics.
W dzielnicy Binjamina są następujące osiedla mieszkaniowe: Warburg, Binjamina, Ganei Binjamina, Nachalat Binjamina, Givat Ha-Poel, Zeroniya, Givat Hen, Karmei Binjamina i Nahalot Jabotinsky, natomiast w dzielnicy Giv'at Ada są osiedla: Yoseftal, Amidar, Yefe Nof, Ilanot i Giv'at Ada.

## Edukacja i kultura
W miejscowości znajdują się szkoły Geva, Eszkolot i Amirim, oraz szkoła religijna Ha-Nadiv. Jest tu także centrum edukacji religijnej Chabad of Giv'at Ada. W miejscowości jest boisko do piłki nożnej oraz korty tenisowe.

## Gospodarka
Gospodarka miejscowości opiera się na rolnictwie, produkcji wina i pszczelarstwie. W 1952 roku w centrum Binjamina otworzono winiarnię Binyamina Wine Cellars.

## Turystyka
Na początku 2008 roku na obszarze 150 akrów wzgórz pomiędzy Binjamina-Giwat Ada a Zikhron Ya'aqov utworzono park winny, który promuje tutejsze winnice i przyczynia się do rozwoju turystyki.

## Ludzie związani z miejscowością
- Ehud Manor (1941-2005) – izraelski piosenkarz, urodzony w mieście.
- Ehud Olmert – premier Izraela, urodzony w mieście.

## Transport
Miasteczko jest mocno rozczłonkowane i położone na dużej powierzchni. Obie jego części – Binjamina i Giwat Ada – są połączone drogą nr 653. Jadąc tą drogą na zachód dojeżdża się do drogi ekspresowej nr 4 i miasta Or Akiwa, lub na wschód do kibucu Regawim. Na wschód od miasteczka przebiega autostrada nr 6, brak jednak możliwości bezpośredniego wjazdu na nią. Przez dzielnicę Binjamina przechodzi droga nr 652, którą jadąc na północ dojeżdża się do miasteczka Zichron Ja’akow, lub na południe do Pardes Channa-Karkur. Z Giwat Ada w kierunku północnym wychodzi droga nr 654, którą dojeżdża się do moszawu Awi’el. Lokalną drogą nr 6522 można dojechać do położonego na południu kibucu Kefar Glikson.
W południowo-wschodniej części miasteczka znajduje się stacja kolejowa Binjamina. Pociągi z Binjamina-Giwat Ada jadą do Hajfy, Naharijji, Tel Awiwu, Lod, Modi’in, Rechowot, Aszkelonu i Beer Szewy.

## Miasta partnerskie
- Tokaj, Węgry